# Elena María Bastidas Bono
Elena María Bastidas Bono (Alzira, 1969) és una advocada i política del País Valencià. Fou alcaldessa d'Alzira (Ribera Alta) entre 2003 i 2015 i diputada al Congrés dels Diputats en la XI i XII legislatures.
Advocada especialitzada en dret de la propietat intel·lectual, Elena Bastidas milita al Partit Popular (PP) on començà sent representant de NNGG del PP al Consell de la Joventut de la Comunitat Valenciana. És regidora a l'ajuntament d'Alzira des de 1995 i portaveu del grup municipal. Guanyà per primera vegada les eleccions locals el 1999 però no aconseguí la majoria suficient per a ser alcaldessa i el socialista Pedro Grande fou investit amb el suport dels regidors del BLOC, UV i EUPV. Bastidas tornà a guanyar a les eleccions de 2003 i aquesta vegada sí que fou proclamada alcaldessa de la ciutat amb els vots dels regidors del PP i del Partit Socialdemòcrata Independent (PSICV) de l'exregidor socialista Francisco Blasco. A les eleccions següents (2007 i 2011) guanyà per majoria absoluta.
El 2013 la seua gestió al capdavant de l'ajuntament d'Alzira fou notícia per les expropiacions de les cases buides del barri de l'Alquerieta, tant a propietaris particulars com a entitats bancàries, per a destinar-les a habitatges socials per a desnonats. El pla també comportava la rehabilitació de les cases i un pla d'ocupació.
Elena Bastidas ha estat també diputada provincial encarregada de l'àrea d'Acció Social de la Diputació de València i és presidenta de la Federació Valenciana de Municipis i Províncies des de 2007 a l'actualitat. Ha estat escollida diputada per la província de València a les eleccions generals espanyoles de 2015 i 2016.